# Trương Văn Địch
Trương Văn Địch (bí danh: Lê Dân) là chính trị gia người Việt Nam. Ông từng là Bí thư Tỉnh ủy Quảng Bình từ năm 1951 (trong thời kì kháng chiến chống Pháp) cho đến năm 1959.

## Tiểu sử
Trương Văn Địch từng tham gia Mặt trận Dân chủ ở Huế.
Sau khi Cách mạng Tháng Tám thành công vào năm 1945, ông từng giữ chức vụ Bí thư Huyện ủy Quảng Ninh.
Ngày 11 tháng 8 năm 1951, tại Đại hội đại biểu Đảng bộ tỉnh Quảng Bình lần thứ 3 họp tại Bến Tiêm (chiến khu Quảng Ninh) với 150 đại biểu thay mặt 10,000 đảng viên toàn tỉnh Quảng Bình tham dự, Trương Văn Địch được bầu làm Bí thư Tỉnh ủy Quảng Bình.